# Ингл, Дуг
Дуглас Ллойд «Дуг» Ингл (англ. Douglas Lloyd «Doug» Ingle; 9 сентября 1945, Омаха, Небраска — 24 мая 2024) — клавишник, один из основателей и композитор ранних составов группы Iron Butterfly. В начале 1970-х годов, после ухода из Iron Butterfly, какое-то время играл в поп-группе Stark Naked and the Car Thieves.

## Биография
Отец Ингла был церковным органистом. Именно он познакомил Дуга с музыкой в раннем возрасте. Когда Инглу было три месяца, его родители переехали поближе к Скалистым горам, а затем перебрались в Сан-Диего, штат Калифорния.
В 1966 году Дуг основал группу Iron Butterfly, с которой записал альбомы Heavy, In-A-Gadda-Da-Vida, Ball и Metamorphosis. Наиболее известным его достижением, является написание главного хита группы, — «In-A-Gadda-Da-Vida». Также он был соавтором трёх последних хитов группы («Soul Experience», «In the Time of Our Lives», и «Easy Rider») . Когда он первоначально записывал композицию «In-A-Gadda-Da-Vida», он не собирался делать её семнадцатиминутной пьесой. Альбом и последующий сингл из заглавной композиции принесли Инглу и его коллегам по группе всенародную известность. «In-A-Gadda-Da-Vida» по итогам продаж стал первым платиновым диском в истории звукозаписывающей индустрии и стал рекордной вехой в психоделическом роке.
В 1971 году после нескольких лет непрерывных гастролей, а также от физического и эмоционального истощения, Дуг Ингл покинул группу. В последующие годы (1978—79, 1982—85, 1987—88, 1994—99) он иногда воссоединялся и гастролировал вместе с бывшими коллегами, но не участвовал в записи двух последних альбомов группы, Scorching Beauty и Sun and Steel.
В последние годы проживал в Калифорнии вместе со своей третьей женой Черри. После смерти Рона Буши в 2021 году был последним живущим участником «классического» состава Iron Butterfly.
Умер вечером 24 мая 2024 года в возрасте 78 лет.